# Labopidea brooksi
Labopidea brooksi är en insektsart som beskrevs av Kelton 1979. Labopidea brooksi ingår i släktet Labopidea och familjen ängsskinnbaggar. Inga underarter finns listade i Catalogue of Life.